# Bad Marienberg (Verbandsgemeinde)
Bad Marienberg est une Verbandsgemeinde (collectivité territoriale) de l'arrondissement de Westerwald dans la Rhénanie-Palatinat en Allemagne. Le siège de cette Verbandsgemeinde est dans la ville de Bad Marienberg (Westerwald).
La Verbandsgemeinde de Bad Marienberg consiste en cette liste d'Ortsgemeinden (municipalités locales) :
| 1. Bad Marienberg (Westerwald) 2. Bölsberg 3. Dreisbach 4. Fehl-Ritzhausen 5. Großseifen 6. Hahn bei Marienberg 7. Hardt 8. Hof 9. Kirburg | 1. Langenbach bei Kirburg 2. Lautzenbrücken 3. Mörlen 4. Neunkhausen 5. Nisterau 6. Nistertal 7. Norken 8. Stockhausen-Illfurth 9. Unnau |